# Lijnbaansgracht 99
Lijnbaansgracht 99/Bloemgracht 288-298 is een gebouw in Amsterdam-Centrum.
Het gebouw staat op de hoek van de kade van de Lijnbaansgracht en de noordelijke kade van de Bloemgracht. Aan de Bloemgracht wordt het pand belend door gebouwen, die veelal binnen de categorie rijksmonument vallen. Aan de Lijnbaansgracht grenst het aan bouw uit het laatste kwart van de 20e eeuw in de stijl van vroeger tijden. Vanuit het gebouw is er vol uitzicht op de bruggen 118 en brug 119.
Al op de kaart van Joan Blaeu uit 1649 staat hier bebouwing aangegeven. De moderne geschiedenis hier begint rond 1888. Toen vond hier een onderzoek van de politie plaats naar valsemunterij in de Jordaan, dat landelijke aandacht kreeg. Er was al eerder geconstateerd dat er vanuit tabakswinkels valse munten in omloop werden gebracht. Er werden in de tabakswinkel op Bloemgracht 180 125 gulden aan valse guldens en rijksdaalders gevonden. Een van de oorzaken van het terugvinden van het valse geld, bleek een stommiteit van de makers te zijn. De muntstukken vermeldden de jaren 1846 en 1847 en de beeltenis van koning Willem III der Nederlanden, die pas in 1849 aan de macht kwam.
In 1901 vond de aanbesteding plaats voor de sloop van de percelen Bloemgracht 180, 182 en 184 met een gelijktijdige aanbesteding van de bouw van een hulpkantoor voor post en telegraaf. Het ontwerp van het gebouw is afkomstig van de architecten Alphonsus Maria Leonardus Aloysius Jacot en Willem Oldewelt. Een aannemer zag kans het gebouw voor 27.960 gulden te bouwen. Jacot had onder meer zijn opleiding gevolgd bij Dolf van Gendt, Oldewelt kreeg scholing in Parijs. Zij kwamen met een ontwerp in de eclectische stijl. Het vermoeden bestaat dat het ontwerp grotendeels van Oldewelt afkomstig is, Jacot zou hebben gezorgd dat de opdrachten binnen kwamen. Het is wel een van Oldewelts laatste ontwerpen, voordat hij in 1903 het gezamenlijke bureau vanwege een matige gezondheid moest verlaten. Al in 1902 later kon het gebouw geveild worden in Frascati.
Het gebouw is sinds 2006 een gemeentelijk monument.